# Дзанарди Ланди, Антонио
Антонио Дзанарди Ланди (итал. Antonio Zanardi Landi; род. 24 мая 1950 года, Удине, Италия) — итальянский дипломат.

## Биография
В 1974 году окончил юридический факультет Падуанского университета.
С 1974 года работал в автомобильном отделе FIAT S.p.A.
В 1978 году поступает на дипломатическую службу с назначением в Департамент протокола Республики.
В 1978—1979 годах обучается в Высшей школе управления в Париже (Франция).
С 1981 года работает в Генеральном секретариате МИД Италии.
С 1982 года — первый секретарь Посольства Италии в Канаде (Оттава).
В 1984—1987 годах — консул Италии в Тегеране (Иран). Во время Ирано-иракской войны организует эвакуацию всех итальянских граждан из иранской столицы.
С 1987 года — советник по печати и информации Посольства Италии в Великобритании (Лондон).
В 1989—1992 годах работает в центральном аппарате МИД Италии
С 1992 года — советник Посольства Италии при Святом Престоле.
С 1994 года — член Научного совета итальянского геополитического журнала «Лимес».
В 1996 году выведен за штат и направлен на работу в Европейский Университет в Фьезоле на должность Генерального секретаря.
С 2000 года сотрудник Кабинета Министра иностранных дел Италии с обязанностями курировать отношения с Парламентом.
С 2002 года — руководитель координационной группы Генерального секретариата МИД Италии.
С 2004 года — Чрезвычайный и Полномочный Посол Италии в Сербии и Черногории (Белград).
В 2006 году выполнял обязанности заместителя Генерального секретаря МИД Италии.
С 2007 года — Чрезвычайный и Полномочный Посол Италии при Святом Престоле и при Суверенном военном ордене Святого Иоанна, Иерусалима, Родоса и Мальты, по совместительству.
С 2010 года — Чрезвычайный и Полномочный Посол Италии в Российской Федерации (Москва) и, по совместительству, в Туркменистане.
8 февраля 2011 года вручил верительные грамоты Президенту Российской Федерации Дмитрию Анатольевичу Медведеву.
2 июня 2013 года назначен дипломатическим советником Президента Итальянской Республики. Функции советника должен был начать выполнять после завершения его дипломатической миссии в Москве.

## Семья
Супруга — Сабина Корнаджа Медичи.

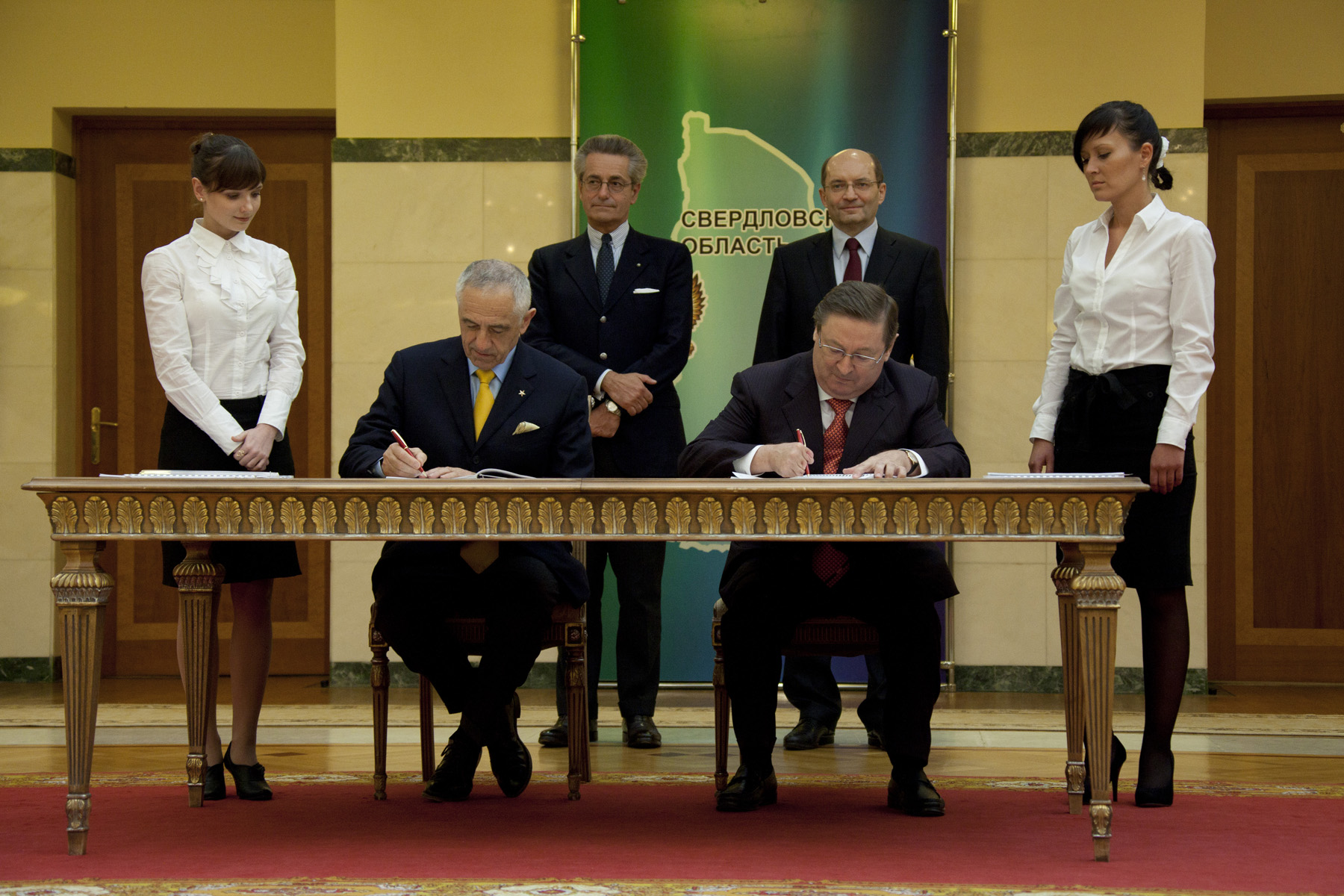
Антонио Дзанарди Ланди в Екатеринбурге на церемонии подписания контракта о сотрудничестве в сфере алюминиевой промышленности.

Имеет трех детей: Пьетро, Бенедетта и Катерина.

## Награды
- Большой крест ордена «За заслуги перед Итальянской Республикой» (13 октября 2014 года)[5].
- Великий офицер ордена «За заслуги перед Итальянской Республикой» (18 января 2006 года)[6].
- Командор ордена «За заслуги перед Итальянской Республикой» (29 ноября 2004 года)[7].
- Офицер ордена «За заслуги перед Итальянской Республикой» (27 декабря 1995 года)[8].
- Кавалер Большого креста ордена Пия IX (Святой Престол, 25 мая 2010 года)[9].
- Большой крест ордена Заслуг перед Республикой Польша (Польша, 28 октября 2014 года)[10].
- Благодарственное письмо Главы Чеченской Республики (Чечня, Россия, 13 февраля 2011 года) — за заслуги в развитии и укреплении  культурных и экономических отношений между Итальянской Республикой и Чеченской Республикой Российской Федерации[11]
- Орден Дружбы (Россия, 10 сентября 2013 года) — за большой вклад в укрепление дружбы и сотрудничества с Российской Федерацией, развитие научных и культурных связей[12].

## Воинское звание
Младший лейтенант запаса сухопутных сил.